# Ribeirãozinho
Ribeirãozinho là một đô thị thuộc bang Mato Grosso, Brasil. Đô thị này có diện tích 623,453 km², dân số năm 2007 là 2107 người, mật độ 3,38 người/km².